# Nexus for Exoplanet System Science
O Nexus for Exoplanet System Science (NExSS) é um instituto virtual da National Aeronautics and Space Administration (NASA), projetado para promover a colaboração interdisciplinar na busca da vida em exoplanetas. Dirigido pelo Centro de Pesquisa Ames, o Instituto de Ciências Exoplanetas da NASA e o Instituto Goddard para Estudos Espaciais, o NExSS ajudará a organizar a busca de vida em exoplanetas de equipes de pesquisa participantes e a adquirir novos conhecimentos sobre exoplanetas e sistemas planetários extrasolares.